# 鑑真
鑑真（がんじん、旧字体：鑑眞、簡体字: 鉴真; 繁体字: 鑒真; 拼音: Jiàn zhēn、688年?〈持統天皇2年〉 - 763年6月25日〈天平宝字7年5月6日〉）は、唐代の僧人。日本における律宗の開祖。俗姓は淳于。

## 鑑真と戒律
中国の揚州生まれ。14歳で智満について得度し、大雲寺に住む。18歳で道岸から菩薩戒を受け、20歳で長安に入る。翌年、弘景について登壇受具し、律宗・天台宗を学ぶ。律宗とは、仏教徒、とりわけ僧尼が遵守すべき戒律を伝え研究する宗派であるが、鑑真は四分律に基づく南山律宗の継承者であり、4万人以上の人々に授戒を行ったとされている。
揚州の大明寺の住職であった742年、日本から唐に渡った僧・栄叡、普照らから戒律を日本へ伝えるよう懇請された。当時、奈良には私度僧（自分で出家を宣言した僧侶）が多かったため、伝戒師（僧侶に位を与える人）制度を普及させようと聖武天皇は適当な僧侶を捜していた。
仏教では、新たに僧尼となる者は、戒律を遵守することを誓う。戒律のうち自分で自分に誓うものを「戒」といい、サンガ内での集団の規則を「律」という。戒を誓うために、10人以上の僧尼の前で儀式（これが授戒である）を行う宗派もある。日本では仏教が伝来した当初は自分で自分に授戒する自誓授戒が盛んであった。しかし、奈良時代に入ると自誓授戒を蔑ろにする者たちが徐々に幅を利かせたため、10人以上の僧尼の前で儀式を行う方式の授戒の制度化を主張する声が強まった。栄叡と普照は、授戒できる僧10人を招請するため唐に渡り、戒律の僧として高名だった鑑真のもとを訪れた。
栄叡と普照の要請を受けた鑑真は、渡日したい者はいないかと弟子に問いかけたが、危険を冒してまで渡日を希望する者はいなかった。そこで鑑真自ら渡日することを決意し、それを聞いた弟子21人も随行することとなった。その後、日本への渡海を5回にわたり試みたが、悉く失敗した。

## 日本への渡海

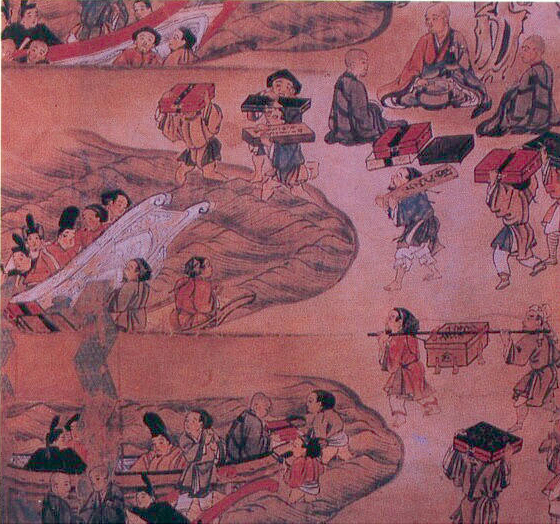
鑑真第六回渡海図（「東征伝絵巻」第4巻）

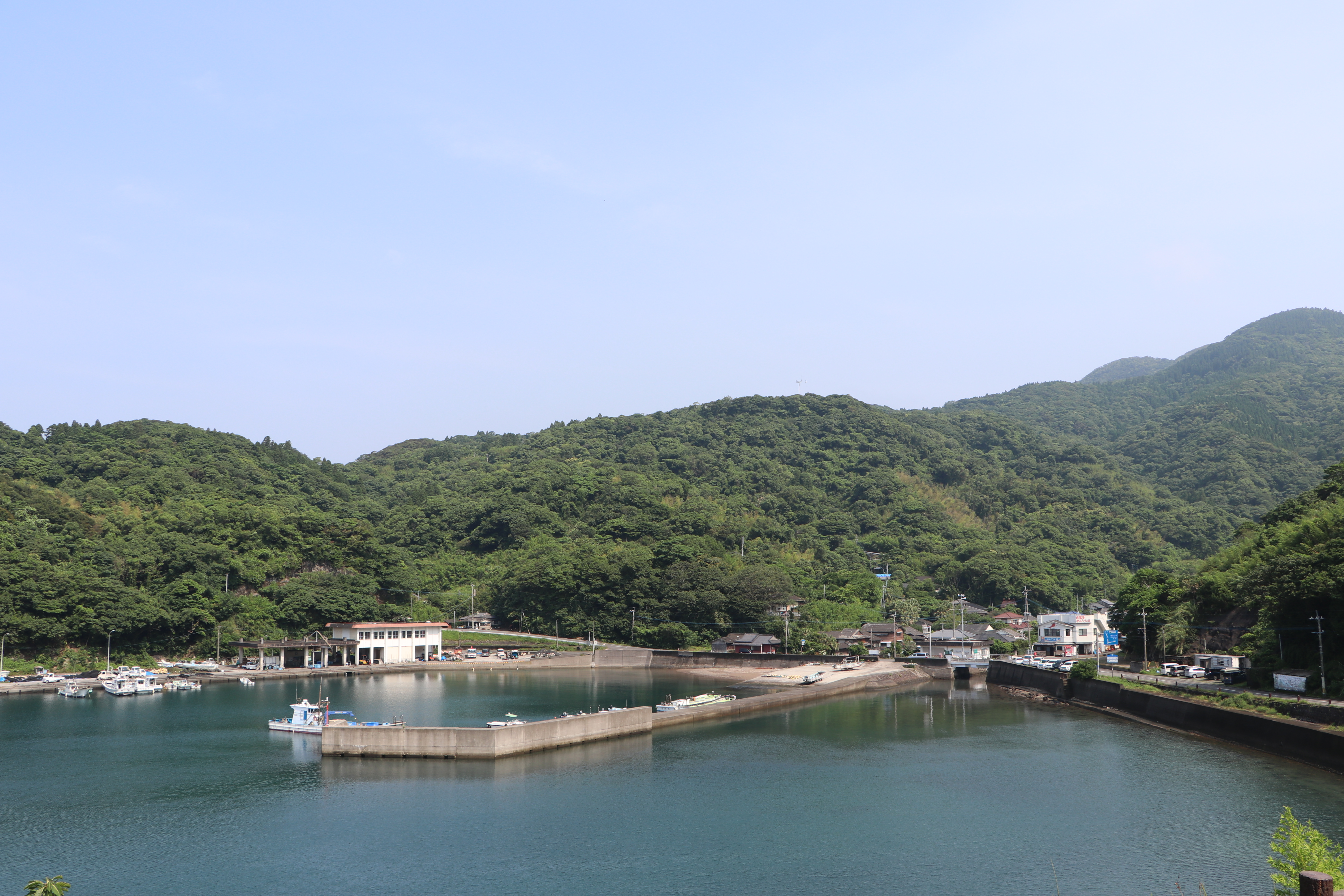
鑑真が上陸した秋妻屋浦（現在の鹿児島県南さつま市坊津町秋目）

最初の渡海企図は743年夏のことで、このときは、渡海を嫌った弟子の如海が、港の役人へ「日本僧は実は海賊だ」と偽の密告をしたため、日本僧は追放された。鑑真は留め置かれた。
2回目の試みは744年1月、周到な準備の上で出航したが激しい暴風に遭い、一旦、明州の余姚へ戻らざるを得なくなってしまった。
再度、出航を企てたが、鑑真の渡日を惜しむ者の密告により栄叡が逮捕され、3回目も失敗に終わった。
その後、栄叡は病死を装って出獄に成功し、江蘇・浙江からの出航は困難だとして、鑑真一行は福州から出発する計画を立て、福州へ向かった。しかし、この時も鑑真弟子の霊佑が鑑真の安否を気遣って渡航阻止を役人へ訴えた。そのため、官吏に出航を差し止めされ、4回目も失敗した。
748年、栄叡が再び大明寺の鑑真を訪れた。懇願すると、鑑真は5回目の渡日を決意する。6月に出航し、舟山諸島で数ヶ月風待ちした後、11月に日本へ向かい出航したが、激しい暴風に遭い、14日間の漂流の末、遥か南方の海南島へ漂着した。鑑真は当地の大雲寺に1年滞留し、海南島に数々の医薬の知識を伝えた。そのため、現代でも鑑真を顕彰する遺跡が残されている。
751年、鑑真は揚州に戻るため海南島を離れた。その途上、端州の地で栄叡が死去する。動揺した鑑真は広州から天竺へ向かおうとしたが、周囲に慰留された。この揚州までの帰上の間、鑑真は南方の気候や激しい疲労などにより、両眼を失明してしまう。
753年、鑑真のもとを訪ねてきた遣唐大使の藤原清河らに渡日を約束した。しかし、明州当局の知るところとなり、清河は鑑真の同乗を拒否した。それを聞いた遣唐副使の大伴古麻呂は清河に内密に第二船に鑑真を乗船させた。
天平勝宝5年（753年）11月16日に四船が同時に出航する。第一船と第二船は11月21日に阿児奈波嶋（現在の沖縄本島）に到着した。第三船はすでに前日20日に到着していた。第四船は不明。
沖縄に到着した三船は約半月間滞在し、12月6日に南風（はえ・ぱいかじ）を得て、三船共に沖縄を発して多禰嶋（多禰国〈種子島・屋久島〉）を目指して出港する。出港直後に大使・藤原清河と阿倍仲麻呂の乗った第一船は岩に乗り上げ座礁、第二・三船はそのまま日本を目指した。第一船はベトナム北部に漂着し、後に唐に戻る。第二・三船は共に翌日に益救嶋（屋久島）に到着して鑑真の渡日が叶った。
朝廷や大宰府の受け入れ態勢を屋久島で待つこと11日、12月18日に屋久島から大宰府を目指し出港する。翌19日に遭難するも大伴古麻呂と鑑真の乗った第二船は20日に薩摩国の秋目（秋妻屋浦/鹿児島県南さつま市坊津町秋目）に漂着し、その後12月26日に大安寺の延慶に迎えられながら大宰府に到着した。奈良の朝廷への到着は、翌天平勝宝6年（754年）2月4日である。

## 日本での戒律の確立
天平勝宝5年12月26日大宰府に到着、鑑真は大宰府観世音寺に隣接する戒壇院で初の授戒を行い、天平勝宝6年2月4日に平城京に到着して聖武上皇以下の歓待を受け、孝謙天皇の勅により戒壇の設立と授戒について全面的に一任され、東大寺に住することとなった。4月、鑑真は東大寺大仏殿に戒壇を築き、上皇から僧尼まで400名に菩薩戒を授けた。これが日本の登壇授戒の嚆矢である。併せて、常設の東大寺戒壇院が建立され、その後、天平宝字5年には日本の東西で登壇授戒が可能となるよう、大宰府観世音寺および下野国薬師寺に戒壇が設置され、戒律制度が急速に整備されていった。
天平宝字2年（758）、淳仁天皇の勅により大和上に任じられ、政治にとらわれる労苦から解放するため僧綱の任が解かれ、自由に戒律を伝えられる配慮がなされた。
天平宝字3年（759）、新田部親王の旧邸宅跡が与えられ唐招提寺を創建し、戒壇を設置した。鑑真は戒律の他、彫刻や薬草の造詣も深く、日本にこれらの知識も伝えた。また、悲田院を作り貧民救済にも積極的に取り組んだ。

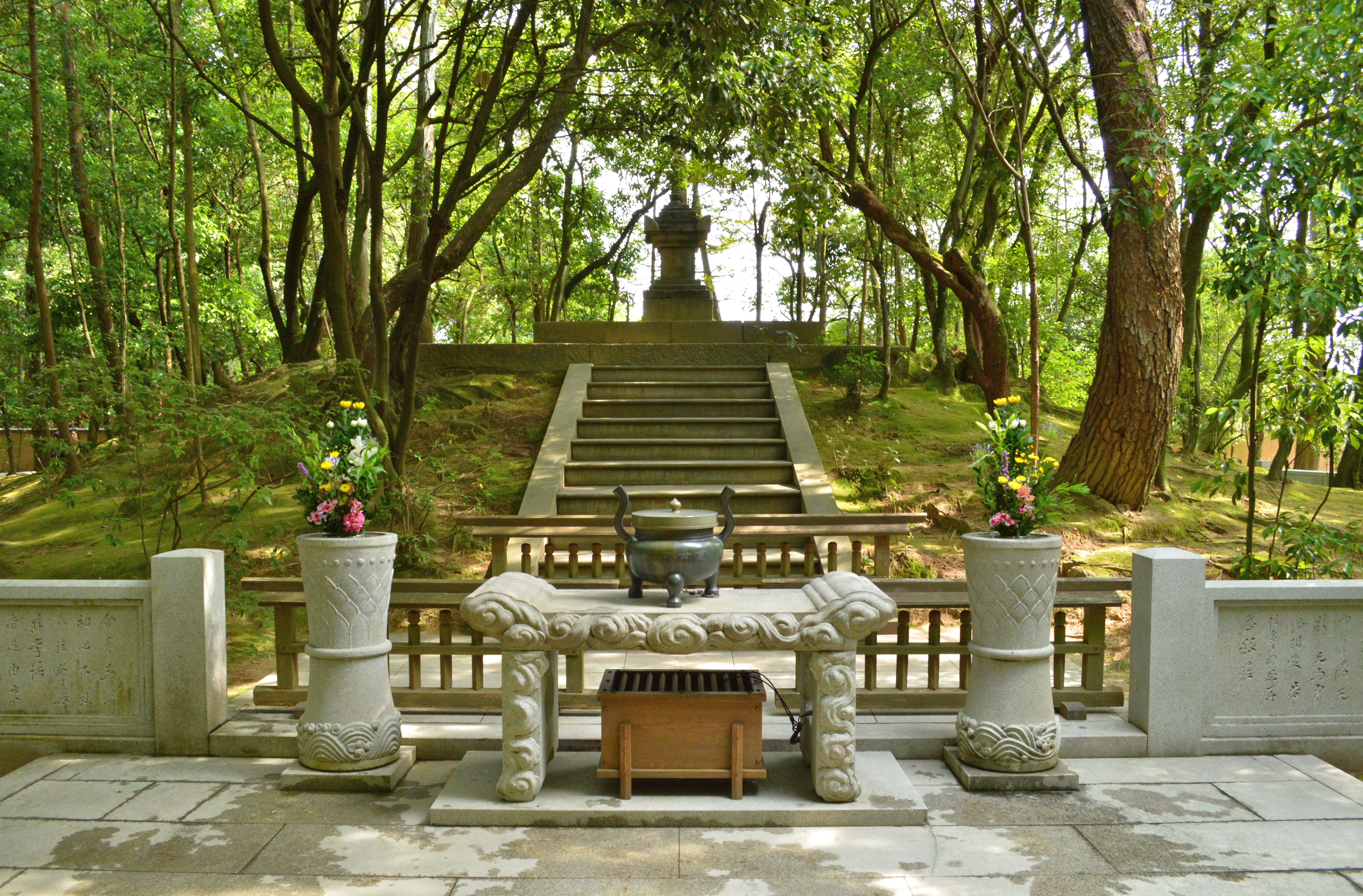
唐招提寺の鑑真廟

天平宝字7年（763年）唐招提寺で死去した。享年76。
死去を惜しんだ弟子の忍基は鑑真の彫像（脱活乾漆 彩色 麻布を漆で張り合わせて骨格を作る手法 両手先は木彫）を造り、現代まで唐招提寺に伝わっている（国宝唐招提寺鑑真像）。これが日本最古の肖像彫刻とされている。また、宝亀10年（779年）、淡海三船により鑑真の伝記『唐大和上東征伝』が記され、鑑真の事績を知る貴重な史料となっている。

## 日本への天台宗の伝播
浙江大学の王勇によれば、鑑真は天台宗関係の仏典を日本へ数多く伝えており、戒律の伝承というよりも、むしろ天台宗を伝えた点に彼の功績を見るべきだという。

### 原典訳
- 『聖徳太子 鑑真　大乗仏典 中国・日本篇16』高崎直道編、中条道昭訳、中央公論社 1990年
- 『唐大和上東征伝　現代語訳一切経 2』高佐宣長訳注、大東出版社 1997年
各「唐大和上東征伝」を現代語訳

## 関連作品
- 小説 『天平の甍』井上靖 新潮文庫（1980年に映画化。演：田村高廣）
- 小説 『氷輪』 永井路子 中公文庫 上下 ほか
- 『鑑真 戒律を伝えた僧』 ひろさちや、芝城太郎、1992年、鈴木出版
- テレビドラマ『唐招提寺1200年の謎〜天平を駆けぬけた男と女たち』 2009年、TBS、演：中村嘉葎雄
- 漫画とアニメ『ねこねこ日本史』 そにしけんじ、実業之日本社およびEテレ